# Ndougla
Ndougla est un village camerounais de la région de l'Est. Il se situe dans le département de Lom-et-Djérem et dépend de la commune de Bétaré-Oya et du canton de Laï. Il se trouve sur la roue de Bétaré-Oya à Ndokayo. 

## Population
D'après le recensement de 1966, le village de Ndougla comptait 80 habitants cette année-là. Il en comptait 403 en 2005. 